# فرد رودریگز
فرد رودریگز (انگلیسی: Fred Rodriguez؛ زادهٔ ۳ سپتامبر ۱۹۷۳) دوچرخه‌سوار اهل ایالات متحده آمریکا است.
از باشگاه‌هایی که در آن رکاب زده‌است می‌توان به تیم دوچرخه‌سواری ماپی اشاره کرد.